# 佐洛托諾什卡河
佐洛托諾什卡河是烏克蘭的河流，屬於第聶伯河的左支流，河道全長88公里，流域面積1,260平方公里，河水受未處理的污水所污染，河畔城鎮有佐洛托諾沙。